# Rouville (regionale Grafschaftsgemeinde)
Rouville ist eine regionale Grafschaftsgemeinde (französisch municipalité régionale du comté, MRC) in der kanadischen Provinz Québec.
Sie liegt in der Verwaltungsregion Montérégie und besteht aus acht untergeordneten Verwaltungseinheiten (drei Städte und fünf Gemeinden). Die MRC wurde am 1. Januar 1982 gegründet. Der Hauptort ist Marieville. Die Einwohnerzahl beträgt 36.536 (Stand: 2016) und die Fläche 483,12 km², was einer Bevölkerungsdichte von 75,6 Einwohnern je km² entspricht.

## Gliederung
Stadt (ville)
- Marieville
- Richelieu
- Saint-Césaire

Gemeinde (municipalité)
- Ange-Gardien
- Rougemont
- Saint-Mathias-sur-Richelieu
- Sainte-Angèle-de-Monnoir
- Saint-Paul-d’Abbotsford

## Angrenzende MRC und vergleichbare Gebiete
- La Vallée-du-Richelieu
- Les Maskoutains
- La Haute-Yamaska
- Brome-Missisquoi
- Le Haut-Richelieu